# Triko
Triko est une localité située dans le département de Tansila de la province des Banwa dans la région de la Boucle du Mouhoun au Burkina Faso.

## Santé et éducation
Le village possède une école primaire publique.